# Yassine Moudatir
Yassine Moudatir (29 de julho de 1988 - Al Fida) é um judoca marroquino que participou das Olimpíadas de 2012 na categoria até 60 kg. Perdeu na segunda fase para Valtteri Jokinen, não alcançando nenhuma medalha nesta competição.